# Senna gossweileri
Senna gossweileri är en ärtväxtart som först beskrevs av Baker f., och fick sitt nu gällande namn av John Michael Lock. Senna gossweileri ingår i släktet sennor, och familjen ärtväxter. Inga underarter finns listade i Catalogue of Life.